# Torneo Nacional de Clubes B 2001
El Torneo Nacional de Clubes B de 2001 fue la edición inaugural de la torneo de segundo nivel del Torneo Nacional de Clubes, torneo que reúne a los mejores clubes de la URBA y del Torneo del Interior. Se llevó a cabo entre el 3 y el 24 de noviembre de 2001.
Se enfrentaron en la final Lince Rugby Club de Tucumán y Lomas Athletic Club de Buenos Aires. Lince se consagró campeón al imponerse por 23 a 12.

## Equipos participantes
Participaron de este torneo ocho equipos: los cuatro mejor clasificados del Grupo Ubicación del Torneo de la URBA 2001 y los cuatro mejor clasificados del Torneo del Interior B 2001.
| Club                           | Vía de clasificación                                            |
| ------------------------------ | --------------------------------------------------------------- |
| Lomas Athletic Club            | 2.° puesto en el Grupo Reubicación del Torneo de la URBA 2001.  |
| Liceo Naval                    | 4.° puesto en el Grupo Reubicación del Torneo de la URBA 2001.  |
| Hurling Club                   | 5.° puesto en el Grupo Reubicación del Torneo de la URBA 2001.  |
| Belgrano Athletic Club         | 6.° puesto en el Grupo Reubicación del Torneo de la URBA 2001.  |
| Universitario de Mar del Plata | Finalista del Torneo del Interior B 2001.                       |
| Lince Rugby Club               | Semifinalista del Torneo del Interior B 2001.                   |
| Teqüe Rugby Club               | Semifinalista del Torneo del Interior B 2001.                   |
| Córdoba Athletic Club          | Mejor segundo en fase de grupos del Torneo del Interior B 2001. |

Newman y CUBA, clasificados 1.° y 3.° en el Grupo Reubicación de la URBA, desistieron de participar del torneo, por lo que Hurling y Belgrano participaron en su lugar. Carrasco Polo de Uruguay, no participó del torneo a pesar de ser uno de los semifinalistas y campeón del Torneo del Interior B. En su lugar clasificó Córdoba Athletic Club, siendo el mejor segundo en fase de grupos del torneo.

### Distribución geográfica de los equipos
| Provincia                 | Cant. |
| ------------------------- | ----- |
| Provincia de Buenos Aires | 3     |
| Ciudad de Buenos Aires    | 2     |
| Provincia de Córdoba      | 1     |
| Provincia de Mendoza      | 1     |
| Provincia de Tucumán      | 1     |

| Unión                           | Cant. |
| ------------------------------- | ----- |
| Unión de Rugby de Buenos Aires  | 4     |
| Unión Cordobesa de Rugby        | 1     |
| Unión de Rugby de Cuyo          | 1     |
| Unión de Rugby de Mar del Plata | 1     |
| Unión de Rugby de Tucumán       | 1     |

## Fase final

### Cuadro de desarrollo
|  | Cuartos de final    | Cuartos de final |         |                     | Semifinales     | Semifinales     |  |                | Final           | Final           |  |
|  | 3 de noviembre      | 3 de noviembre   |         |                     | 11 de noviembre | 11 de noviembre |  |                | 25 de noviembre | 25 de noviembre |  |
|  |                     |                  |         |                     |                 |                 |  |                |                 |                 |  |
|  |                     |                  |         |                     |                 |                 |  |                |                 |                 |  |
|  | Lomas Athletic      | 47               |         |                     |                 |                 |  |                |                 |                 |  |
|  | Lomas Athletic      | 47               |         |                     |                 |                 |  |                |                 |                 |  |
|  | Córdoba Athletic    | 23               |         |                     |                 |                 |  |                |                 |                 |  |
|  | Córdoba Athletic    | 23               |         | Lomas Athletic      | 10              |                 |  |                |                 |                 |  |
|  |                     |                  |         | Lomas Athletic      | 10              |                 |  |                |                 |                 |  |
|  |                     |                  | Hurling | 7                   |                 |                 |  |                |                 |                 |  |
|  | Hurling             | 15               | Hurling | 7                   |                 |                 |  |                |                 |                 |  |
|  | Hurling             | 15               |         |                     |                 |                 |  |                |                 |                 |  |
|  | Teqüe               | 9                |         |                     |                 |                 |  |                |                 |                 |  |
|  | Teqüe               | 9                |         |                     |                 |                 |  | Lomas Athletic | 12              |                 |  |
|  |                     |                  |         |                     |                 |                 |  | Lomas Athletic | 12              |                 |  |
|  |                     |                  | Lince   | 23                  |                 |                 |  |                |                 |                 |  |
|  | Universitario (MDP) | 34               | Lince   | 23                  |                 |                 |  |                |                 |                 |  |
|  | Universitario (MDP) | 34               |         |                     |                 |                 |  |                |                 |                 |  |
|  | Belgrano Athletic   | 21               |         |                     |                 |                 |  |                |                 |                 |  |
|  | Belgrano Athletic   | 21               |         | Universitario (MDP) | 20              |                 |  |                |                 |                 |  |
|  |                     |                  |         | Universitario (MDP) | 20              |                 |  |                |                 |                 |  |
|  |                     |                  | Lince   | 22                  |                 |                 |  |                |                 |                 |  |
|  | Liceo Naval         | 34               | Lince   | 22                  |                 |                 |  |                |                 |                 |  |
|  | Liceo Naval         | 34               |         |                     |                 |                 |  |                |                 |                 |  |
|  | Lince               | 37               |         |                     |                 |                 |  |                |                 |                 |  |
|  | Lince               | 37               |         |                     |                 |                 |  |                |                 |                 |  |
|  |                     |                  |         |                     |                 |                 |  |                |                 |                 |  |

Cuartos de final
| 3 de noviembre | Lomas Athletic | 47 - 23 | Córdoba Athletic |                                            |                                            |
|                |                | Reporte |                  | Árbitro(s): Miguel Sandoval (Buenos Aires) | Árbitro(s): Miguel Sandoval (Buenos Aires) |

| 3 de noviembre | Hurling | 15 - 9  | Teqüe |                                       |                                       |
|                |         | Reporte |       | Árbitro(s): Sergio Lagos (Alto Valle) | Árbitro(s): Sergio Lagos (Alto Valle) |

| 3 de noviembre | Universitario (MDP) | 34 - 21 | Belgrano Athletic |                                        |                                        |
|                |                     | Reporte |                   | Árbitro(s): Jorge Cohen (Buenos Aires) | Árbitro(s): Jorge Cohen (Buenos Aires) |

| 3 de noviembre | Liceo Naval | 34 - 37 | Lince |                                            |                                            |
|                |             | Reporte |       | Árbitro(s): Marcelo Toscano (Buenos Aires) | Árbitro(s): Marcelo Toscano (Buenos Aires) |

Semifinales
|  | Lomas Athletic | 10 - 7  | Hurling |  |  |
|  |                | Reporte |         |  |  |

|  | Universitario (MDP) | 20 - 22 | Lince |  |  |
|  |                     | Reporte |       |  |  |

Final
| 24 de noviembre | Lomas Athletic | 12 - 23 | Lince |                                         |                                         |
|                 |                | Reporte |       | Árbitro(s): Martín Rodríguez (Santa Fe) | Árbitro(s): Martín Rodríguez (Santa Fe) |

| Bandera de la Provincia de Tucumán |
| Lince Campeón                      |
| Primer título                      |